# Trin
Trin est une commune suisse du canton des Grisons, située dans la région d'Imboden. Elle est surplombée par le Ringelspitz et le Crap Mats.

Photo aérienne prise à 800 m par Walter Mittelholzer en 1923.